# Thomas Völling
Thomas Völling (* 10. August 1962 in Kalkar; † 3. August 2000 in Würzburg) war ein deutscher Prähistoriker.

## Leben
Thomas Völling studierte Vor- und Frühgeschichte, Klassische Archäologie, Provinzialrömische Archäologie sowie Volkskunde an den Universitäten Münster und München. Im Wintersemester 1992/93 wurde er in München bei Georg Kossack promoviert. Bereits 1989 und 1990 nahm er an den Grabungen am Pelopion in Olympia unter Leitung von Helmut Kyrieleis teil. Seit September 1993 bearbeitete er die Eisenfunde von Olympia mit einer DFG-Förderung. Zum Wintersemester 1996/97 wurde er wissenschaftlicher Mitarbeiter am Lehrstuhl für Klassische Archäologie der Universität Würzburg. Aufgrund einer schweren Krankheit konnte er seine Habilitationsschrift zum frühbyzantinischen Olympia nicht vollenden.

## Veröffentlichungen (Auswahl)
- Funditores im römischen Heer. In: Saalburg-Jahrbuch Bd. 45, 1990, S. 24–58.
- Studien zu Fibelformen der jüngeren vorrömischen Eisenzeit und ältesten römischen Kaiserzeit. In: Bericht der Römisch-Germanischen Kommission Bd. 75, 1994, S. 147–282 (= Teildruck der Dissertation).
- „Neuer Most aus alten Löwenköpfen“. Ein frühbyzantinisches Gemach der alten Grabung in Olympia. In: Mitteilungen des Deutschen Archäologischen Instituts. Athenische Abteilung Bd. 111, 1996, S. 391–410.
- (Hrsg.): Menschen – Macht – Metalle. Die Urnenfelderzeit auf dem Bullenheimer Berg. Begleitschrift zur Sonderausstellung in der Antikensammlung. Würzburg 1998.
- mit Tivadar Vida: Das slawische Brandgräberfeld von Olympia (= Archäologie in Eurasien Bd. 9). Marie Leidorf, Rahden/Westf. 2000, ISBN 978-3-89646-258-9.
- Das Römerlager in Marktbreit. Erläuterungen zum archäologischen Rundwanderweg. Museum der Stadt, Marktbreit 2001.
- Germanien an der Zeitenwende (= British Archaeological Reports International Series Bd. 1360). Oxford 2005 (Druck der Dissertation).
- mit Holger Baitinger: Werkzeug und Gerät aus Olympia (= Olympische Forschungen Bd. 32). De Gruyter, Berlin 2007.
- Olympia in frühbyzantinischer Zeit. Siedlung – Landwirtschaftliches Gerät – Grabfunde – Spolienmauer (= Olympische Forschungen Bd. 34). Reichert, Wiesbaden 2018, ISBN 978-3-95490-363-4.